# Théophile Gide
François Théophile Étienne Gide (15. marts 1822 i Paris—29. november 1890 sammesteds) var en fransk maler.
Gide, der var elev af Delaroche og Cogniet, malede virkelighedstro italienske og pyrenæiske folkelivsbilleder: Messe i en pyrenæerkirke, Studerende munke (1865, museet i Alençon), Messe i Neapels omegn, Pius IX i besøg i et nonnekloster, Prøve på messesangen (1866, museet i Roubaix) etc.; endvidere historiemalerier: Ludvig XI og Quentin Durward (1859), Lesueur (1872), Karl IX's besøg hos Coligny, Karl IX underskriver ordren til Bartholomæus-nattens blodbad med flere. For Saint-Roch i Paris udførte han det dekorative billede Le miracle des fleurs.